# Østjylland
Østjylland er den østlige del af halvøen Jylland med Aarhus som den største by.
Østjylland har aldrig været en administrativ region. Området afgrænses traditionelt mod nord af Mariager Fjord og mod syd af Kolding Fjord eller grænsen til Sønderjylland. Andre grænser er mere uklare. Grænsen mod Vestjylland går traditionelt ned gennem Jylland langs hovedvej 13, tidligere hærvejen, og den jyske højderyg, hvor den omtrent følger grænsen mellem dialekterne østjysk og vestjysk.
Østjylland overlapper delvis med de nyere begreber Midtjylland og Sydjylland. Nogle opfatter således Silkeborg (og især Viborg) som Midtjylland, andre som Østjylland eller som begge dele. Mod syd vil langt de fleste medregne Horsens til Østjylland, mens Vejle og Kolding kan regnes til Øst- og/eller Sydjylland.
Endelig kan man i geografisk forstand tale om en østjysk landskabsform og købstadstype, som strækker sig fra Hobro til Egernførde og Kiel.
Det tidligere Århus Amt, omtrent svarende til Århus Stift, var identisk med dækningsområdet for TV 2/Østjylland og DR's Østjyllands Radio.

## Kommuner
Kommuner i dækningsområdet for TV 2/Østjylland og DR's Østjyllands Radio.
| kommuner            | indbyggertal (2. kvartal 2019) | areal km² | tæthed |
| ------------------- | ------------------------------ | --------- | ------ |
| Aarhus Kommune      | 345.545                        | 468       | 738    |
| Randers Kommune     | 97.898                         | 800       | 122    |
| Silkeborg Kommune   | 93.340                         | 864       | 108    |
| Horsens kommune     | 90.648                         | 542       | 167    |
| Skanderborg Kommune | 62.144                         | 436       | 143    |
| Favrskov kommune    | 48.320                         | 539       | 90     |
| Syddjurs Kommune    | 42.862                         | 696       | 62     |
| Norddjurs Kommune   | 37.613                         | 721       | 52     |
| Odder Kommune       | 22.696                         | 225       | 101    |
| Samsø Kommune       | 3.672                          | 114       | 32     |
| Total               | 844.738                        | 5.405     | 161.5  |

## Byregion Østjylland
I Landsplanredegørelsen for 2006 fra Miljøministeriet stod der:
Østjylland er ved at udvikle sig til et sammenhængende område med stor befolkningstilvækst og arbejdsdeling mellem byerne i bybåndet, der strækker sig fra Kolding til Randers. Ja, man kan endda på sigt se konturerne af en ny millionby i Danmark.
Dette blev grundlaget for, at begreberne Den Østjyske Millionby, Byregion Østjylland og Det østjyske bybånd blev skabt. Kommunerne i området dannede i styregruppe og stod i 2008 bag "Vision Østjylland", hvor Aarhus blev betegnet som en by med svage tegn på verdensbystatus i lighed med f.eks. Antwerpen, Glasgow, St. Petersborg og Torino.
Infrastrukturkommissionen havde i sin rapport også fokus på området og sammenlignede den nuværende situation i Østjylland med situationen i hovedstadsområdet før den første fingerplan.